# Divizia B 1934-1935
Sezonul fotbalistic 1934-35 a fost prima ediție a Diviziei B. 
Campioanele din cele cinci serii au jucat un baraj, iar câștigătoarea acestuia a jucat un baraj cu ultima echipă din Divizia A 1934-1935.
Jiul Petroșani a câștigat play-off-ul, dar a pierdut barajul de promovare în fața celor de la AMEF Arad.

## Localizarea echipelor
- Seria I - punct rosu, Seria II - punct albastru, Seria III - punct verde, Seria IV - punct galben, Seria V - punct gri.
- În cazul egalității de puncte departajarea se realiza ținând cont de numărului de victorii obținute, iar ulterior, dacă egalitatea se menținea, în funcție de coeficientul golaverajului (care se calcula prin raportul golurilor înscrise și primite).  După cum se observă, Maccabi și A.C.F.R. Brașov au același număr de puncte și același număr de meciuri câștigate. În această situație, criteriul de departajare în caz de egalitate este coeficientul golaverajului. Calculul pentru determinarea coeficientului se efectua prin împărțirea numărului de goluri înscrise la numărul de goluri primite. Astfel, pentru Maccabi, raportul este 31꞉13 = 2,38, iar pentru A.C.F.R. Brașov 35꞉15 = 2,33. Prin urmare, Maccabi este câștigătoarea seriei I.

### Baraj promovare-retrogradare
| Data     | Echipa gazdă   | Scor  | Echipa oaspete |
| -------- | -------------- | ----- | -------------- |
| 28.07.35 | AMEF Arad      | 2 - 0 | Jiul Petroșani |
| 11.08.35 | Jiul Petroșani | 0 - 0 | AMEF Arad      |